# Rune Törnemo
Lars David Rune Törnemo, till 1944 Jansson, född 28 februari 1923 i Gävle, död 29 mars 2004 i Valbo församling, var en svensk målare och tecknare.
Han var son till tapetseraren David Gustaf Jansson och Alma Wilhelmina Ekström och från 1946 gift med telefonisten Astrid Ulla Björkgren. Efter avlagd realexamen studerade Törnemo vid Otte Skölds målarskola 1946–1947. Han var anställd som porslinsmålare och drev sitt konstnärskap på fritiden. Han debuterade separat med en utställning i Gävle 1964 och medverkade i Gävleborgs läns konstförenings utställningar i Gävle, samlingsutställningar i Valbo och Funäsdalen samt Liljevalchs konsthalls Stockholmssalonger. Hans konst består av abstrakta kompositioner och naturskildringar.